# Kettle Falls (Washington)
Kettle Falls ist eine Stadt (City) im Stevens County im US-Bundesstaat Washington, die nach den nahegelegenen Kettle Falls des Columbia River benannt wurde, einem einst bedeutenden Ort für den Lachsfang der amerikanischen Indianer. Das U.S. Census Bureau hat bei der Volkszählung 2020 eine Einwohnerzahl von 1636 ermittelt.

## Geographie
Kettle Falls liegt auf 48°36'21" N / 118°3'35" W. Das ursprüngliche Kettle Falls wurde offiziell am 17. Dezember 1891 als Gebietskörperschaft anerkannt; es lag am Ufer des Columbia River. Es wurde beim Bau der Grand-Coulee-Talsperre 1940 vom Lake Roosevelt überflutet; die Stadtplaner verlegten die Stadt in eine Gemeinde namens Meyers Falls, die – nahe der Eisenbahnstrecke gelegen – als Umschlagplatz zwischen Boots- und Eisenbahnverkehr für forst- und landwirtschaftliche Produkte und Erzeugnisse der Papierindustrie erfolgreich sein sollte. Dies ist noch heute ihr Standort, acht Meilen (12,8 km) nordwestlich von Colville und gut 80 Meilen (128 km) nordwestlich von Spokane. Sie liegt 30 Meilen (48 km) südlich der Grenze zwischen Kanada und den Vereinigten Staaten bei Laurier und in Nachbarschaft des Lake Roosevelt, dem Stausee des Columbia River. Nach dem United States Census Bureau hat die Stadt eine Gesamtfläche von 2,77 km², worunter keine Wasserflächen sind.

## Demographie
| Jahr | Einwohner¹ |
| ---- | ---------- |
| 1900 | 297        |
| 1910 | 377        |
| 1920 | 276        |
| 1930 | 414        |
| 1940 | 560        |
| 1950 | 714        |
| 1960 | 905        |
| 1970 | 893        |
| 1980 | 1.087      |
| 1990 | 1.272      |
| 2000 | 1.527      |
| 2010 | 1.595      |
| 2020 | 1.636      |

¹ 1880–2020: Volkszählungsergebnisse

### Census 2000
Nach der Volkszählung von 2000 gab es in Kettle Falls 1.527 Einwohner, 632 Haushalte und 398 Familien. Die Bevölkerungsdichte betrug 627,2 pro km². Es gab 686 Wohneinheiten bei einer mittleren Dichte von 281,8 pro km².
Die Bevölkerung bestand zu 91,29 % aus Weißen, zu 0,07 % aus Afroamerikanern, zu 3,86 % aus Indianern, zu 0,2 % aus Asiaten, zu 0,07 % aus Pazifik-Insulanern, zu 0,65 % aus anderen „Rassen“ und zu 3,86 % aus zwei oder mehr „Rassen“. Hispanics oder Latinos „jeglicher Rasse“ bildeten 2,75 % der Bevölkerung.
Von den 632 Haushalten beherbergten 33,7 % Kinder unter 18 Jahren, 47,2 % wurden von zusammen lebenden verheirateten Paaren, 11,2 % von alleinerziehenden Müttern geführt; 37 % waren Nicht-Familien. 31,8 % der Haushalte waren Singles und 14,4 % waren alleinstehende über 65-jährige Personen. Die durchschnittliche Haushaltsgröße betrug 2,42 und die durchschnittliche Familiengröße 3,05 Personen.
Der Median des Alters in der Stadt betrug 34 Jahre. 29,4 % der Einwohner waren unter 18, 8,3 % zwischen 18 und 24, 25,9 % zwischen 25 und 44, 20,5 % zwischen 45 und 64 und 15,8 65 Jahre oder älter. Auf 100 Frauen kamen 95,8 Männer, bei den über 18-Jährigen waren es 92,2 Männer auf 100 Frauen.
Alle Angaben zum mittleren Einkommen beziehen sich auf den Median. Das mittlere Haushaltseinkommen betrug 27.031 US$, in den Familien waren es 34.375 US$. Männer hatten ein mittleres Einkommen von 33.750 US$ gegenüber 23.750 US$ bei Frauen. Das Pro-Kopf-Einkommen betrug 13.614 US$. Etwa 15,1 % der Familien und 21,1 % der Gesamtbevölkerung lebte unterhalb der Armutsgrenze; das betraf 26 % der unter 18-Jährigen und 12,9 % der über 65-Jährigen.

### Census 2010
Nach der Volkszählung von 2010 gab es in Kettle Falls 1.595 Einwohner, 676 Haushalte und 419 Familien. Die Bevölkerungsdichte betrug 576,6 pro km². Es gab 726 Wohneinheiten bei einer mittleren Dichte von 262 pro km².
Die Bevölkerung bestand zu 90,9 % aus Weißen, zu 0,1 % aus Afroamerikanern, zu 2 % aus Indianern, zu 0,4 % aus Asiaten, zu 0,1 % aus Pazifik-Insulanern, zu 0,6 % aus anderen „Rassen“ und zu 5,9 % aus zwei oder mehr „Rassen“. Hispanics oder Latinos „jeglicher Rasse“ bildeten 1,7 % der Bevölkerung.
Von den 676 Haushalten beherbergten 31,2 % Kinder unter 18 Jahren, 44,7 % wurden von zusammen lebenden verheirateten Paaren, 12,3 % von alleinerziehenden Müttern und 5 % von alleinstehenden Vätern geführt; 38 % waren Nicht-Familien. 31,7 % der Haushalte waren Singles und 13,8 % waren alleinstehende über 65-jährige Personen. Die durchschnittliche Haushaltsgröße betrug 2,35 und die durchschnittliche Familiengröße 2,95 Personen.
Der Median des Alters in der Stadt betrug 38,6 Jahre. 26,6 % der Einwohner waren unter 18, 7,6 % zwischen 18 und 24, 23,9 % zwischen 25 und 44, 25,4 % zwischen 45 und 64 und 16,3 65 Jahre oder älter. Von den Einwohnern waren 47,6 % Männer und 52,4 % Frauen.

## Persönlichkeiten
- Cathy McMorris Rodgers (* 1969), seit 2005 Abgeordnete des Repräsentantenhauses der Vereinigten Staaten für Washingtons 5. Kongresswahlbezirk
- James Darling, von 1997 bis 2006 NFL-American-Football-Spieler
- Town Grouch, jedes Jahr Gewinner bei der Lotterie während der Town and Country Days. Die Stadt beschreibt sich selbst mit „1.599 freundlichen Einwohnern und einem Grouch“.[5]

## Puma-Angriff
1999 wurde ein vierjähriger Junge beim Angriff eines Pumas nahe einem Haus „am U.S. Highway 395 etwa eine Meile [1,6 km] südlich von Barstow im Ferry County und etwa elf Meilen [17,6 km] nordwestlich von Kettle Falls“ verletzt.

## Bedeutende geographische Punkte in und um Kettle Falls

### Staubecken
- Boise Cascade Mill Waste Pond
- Blue Gulch Reservoir
- Franklin D. Roosevelt Lake

### Dämme
- Blue Gulch Reservoir Dam

### Schulen
- Kettle Falls School District
  - Kettle Falls Elementary School (4 Klassen, im Oktober 2003 mit 279 Schülenr, liegt auf 48°36'27" N / 118°03'05" W)
  - Kettle Falls Middle School
  - Kettle Falls High School

### Campingplätze
- Kettle Falls Campground
- North Lake RV Park and Campground – schöner bewaldeter Campingplatz mit Wohnwagenstellplatz am Nordufer des Lake Roosevelt.